# Castle Peak (berg i Hongkong)
Castle Peak (kinesiska: 青山) är ett berg i Hongkong (Kina). Det ligger i den nordvästra delen av Hongkong. Toppen på Castle Peak är 583 meter över havet, eller 573 meter över den omgivande terrängen. Bredden vid basen är 11,7 km.
Terrängen runt Castle Peak är kuperad åt nordost, men åt sydväst är den platt. Havet är nära Castle Peak åt sydväst. Runt Castle Peak är det mycket tätbefolkat, med 7 758 invånare per kvadratkilometer. Närmaste större samhälle är Tsuen Wan, 15,7 km öster om Castle Peak. I omgivningarna runt Castle Peak växer i huvudsak städsegrön lövskog.